# أليستير هاريسون
أليستير هاريسون (بالإنجليزية: Alistair Harrison)‏ هو دبلوماسي بريطاني، ولد في 14 نوفمبر 1954 في Guisborough ‏ في المملكة المتحدة.